# Teilchendichte
Die Teilchendichte ist die Anzahl der in einem Volumen befindlichen Teilchen dividiert durch das Volumen. Ihr Formelzeichen ist meist n oder C. Andere Benennungen durch Kombination der Wortteile Teilchen oder Partikel, evtl. -zahl bzw. -anzahl, und mit -dichte oder -konzentration, sind ebenfalls in Gebrauch. Die Teilchendichte ist eine intensive physikalische Größe.

## Definition, Eigenschaften und Anwendungen
Die Teilchendichte {\displaystyle n_{i}} bzw. {\displaystyle C_{i}} ist definiert als Quotient aus der Teilchenzahl {\displaystyle N_{i}} der betrachteten Teilchen der Sorte {\displaystyle i} und dem Volumen {\displaystyle V} des betrachteten Systems:
{\displaystyle n_{i}\ {\text{bzw.}}\ C_{i}={\frac {N_{i}}{V}}}
Sofern das System nicht homogen ist, liefert diese Definition nur eine durchschnittliche Teilchendichte, in Teilvolumina des Systems können dann abweichende Werte auftreten.
„Teilchen“ können mikroskopische Objekte wie Neutronen, Atome, Moleküle, Ionen oder auch Formeleinheiten sein, ggf. aber auch mesoskopische Objekte wie Staubteilchen.
Da die Teilchenzahl eine Größe der Dimension Zahl darstellt und das Volumen als Kehrwert auftritt, ist die abgeleitete SI-Einheit der Teilchendichte m−3, in der Praxis werden oft auch dm−3, cm−3, l−1 und ml−1 benutzt.
Enthält ein System ein Gemisch verschiedener Teilchensorten, erhält man durch Summation der Teilchendichten aller einzelnen Teilchensorten die Gesamtteilchendichte des Systems.
Das Formelzeichen {\displaystyle n} für die Teilchendichte birgt Verwechslungsgefahr mit der thematisch eng verwandten Größe Stoffmenge, die ebenfalls das Formelzeichen {\displaystyle n} aufweist. Das alternative Formelzeichen {\displaystyle C} überschneidet sich demgegenüber nur mit den weniger affinen Größen elektrische Kapazität bzw. Wärmekapazität. {\displaystyle C} wird insbesondere in der DIN 1310 als Formelzeichen zusammen mit der Benennung „Teilchenzahlkonzentration“ festgelegt, wenn es um die Nutzung als eine Gehaltsgröße zur quantitativen Beschreibung der Zusammensetzung von Stoffgemischen/Mischphasen geht.
Die Teilchendichte hat ein breites Anwendungsspektrum in der Physik, da sich aus ihr viele weitere Größen folgern lassen. So wird z. B. die Masse oder die Ladung von einzelnen Teilchen getragen, daher kann die Massendichte bzw. Ladungsdichte direkt aus der Teilchendichte (der Ladungsträger) abgeleitet werden. In Gasen hängen z. B. der Druck und die Dichte nahezu linear von der Teilchendichte ab.
Als bloße Konzentrationsangabe liefert die Teilchenzahlkonzentration {\displaystyle C} handliche Zahlen, wenn die Konzentrationen sehr klein sind, und wird daher in der Reaktionskinetik von Spurenstoffen und in der Astrophysik für die Teilchendichte im Weltraum verwendet. Für höhere Konzentrationen üblicher sind Angaben als Stoffmengenkonzentration {\displaystyle c} in mol/m3 (ggf. auch mol/ℓ), zur Umrechnung siehe unten.
Die Teilchenzahlkonzentrationen für ein Stoffgemisch gegebener Zusammensetzung sind – wie alle volumenbezogenen Gehaltsgrößen (Konzentrationen, Volumenanteil, Volumenverhältnis) – im Allgemeinen von der Temperatur (bei Gasgemischen auch vom Druck) abhängig, so dass zu einer eindeutigen Angabe daher auch die Nennung der zugehörigen Temperatur (ggf. auch des Drucks) gehört. Im Regelfall verursacht eine Temperaturerhöhung eine Vergrößerung des Gesamtvolumens {\displaystyle V} der Mischphase (Wärmeausdehnung), was bei gleichbleibenden Teilchenzahlen zu einer Verringerung der Teilchenzahlkonzentrationen der Mischungskomponenten führt.
Für Mischungen idealer Gase lässt sich aus der allgemeinen Gasgleichung ableiten, dass die Teilchenzahlkonzentration {\displaystyle C_{i}} einer Mischungskomponente {\displaystyle i} proportional zu deren Partialdruck {\displaystyle p_{i}} und umgekehrt proportional zur absoluten Temperatur {\displaystyle T} ist ({\displaystyle k_{\mathrm {B} }} Boltzmann-Konstante):
{\displaystyle C_{i}={\frac {p_{i}}{k_{\mathrm {B} }\cdot T}}}

## Zusammenhänge mit anderen Gehaltsgrößen
In der folgenden Tabelle sind die Beziehungen der Teilchenzahlkonzentration {\displaystyle C_{i}} mit den anderen in der DIN 1310 definierten Gehaltsgrößen in Form von Größengleichungen zusammengestellt. Dabei stehen die mit einem Index versehenen Formelzeichen {\displaystyle M} bzw. {\displaystyle \rho } für die molare Masse bzw. Dichte (bei gleichem Druck und gleicher Temperatur wie im Stoffgemisch) des jeweiligen durch den Index bezeichneten Reinstoffs. Das Formelzeichen {\displaystyle \rho } ohne Index repräsentiert die Dichte der Mischphase. Der Index {\displaystyle z} dient als allgemeiner Laufindex für die Summenbildungen (Betrachtung eines allgemeinen Stoffgemisches aus insgesamt {\displaystyle Z} Komponenten) und schließt {\displaystyle i} mit ein. {\displaystyle N_{\mathrm {A} }} ist die Avogadro-Konstante {\displaystyle (N_{\mathrm {A} }\approx 6{,}022\cdot 10^{23}\,\mathrm {mol} ^{-1})}.
|                           | Massen-…                                                                                           | Stoffmengen-… | Teilchenzahl-… | Volumen-… |
| ------------------------- | -------------------------------------------------------------------------------------------------- | --- | --- | --- |
| …-anteil                  | Massenanteil w                                                                                     | Stoffmengenanteil x                                                                                               | Teilchenzahlanteil X                                                                                              | Volumenanteil φ |
| …-anteil                  | {\displaystyle C_{i}={\frac {N_{\mathrm {A} }\cdot w_{i}\cdot \rho }{M_{i}}}}                      | {\displaystyle C_{i}={\frac {N_{\mathrm {A} }\cdot x_{i}\cdot \rho }{\sum _{z=1}^{Z}(x_{z}\cdot M_{z})}}}         | {\displaystyle C_{i}={\frac {N_{\mathrm {A} }\cdot X_{i}\cdot \rho }{\sum _{z=1}^{Z}(X_{z}\cdot M_{z})}}}         | {\displaystyle C_{i}={\frac {N_{\mathrm {A} }\cdot \varphi _{i}\cdot \rho _{i}\cdot \rho }{M_{i}\cdot \sum _{z=1}^{Z}(\varphi _{z}\cdot \rho _{z})}}} |
| …-konzentration           | Massenkonzentration β                                                                              | Stoffmengenkonzentration c                                                                                        | Teilchenzahlkonzentration C                                                                                       | Volumenkonzentration σ |
| …-konzentration           | {\displaystyle C_{i}={\frac {N_{\mathrm {A} }\cdot \beta _{i}}{M_{i}}}}                            | {\displaystyle C_{i}=N_{\mathrm {A} }\cdot c_{i}}                                                                 | {\displaystyle C_{i}}                                                                                             | {\displaystyle C_{i}={\frac {N_{\mathrm {A} }\cdot \sigma _{i}\cdot \rho _{i}}{M_{i}}}}                                                               |
| …-verhältnis              | Massenverhältnis ζ                                                                                 | Stoffmengenverhältnis r                                                                                           | Teilchenzahlverhältnis R                                                                                          | Volumenverhältnis ψ |
| …-verhältnis              | {\displaystyle C_{i}={\frac {N_{\mathrm {A} }\cdot \rho }{M_{i}\cdot \sum _{z=1}^{Z}\zeta _{zi}}}} | {\displaystyle C_{i}=r_{ij}\cdot C_{j}={\frac {N_{\mathrm {A} }\cdot \rho }{\sum _{z=1}^{Z}(r_{zi}\cdot M_{z})}}} | {\displaystyle C_{i}=R_{ij}\cdot C_{j}={\frac {N_{\mathrm {A} }\cdot \rho }{\sum _{z=1}^{Z}(R_{zi}\cdot M_{z})}}} | {\displaystyle C_{i}={\frac {N_{\mathrm {A} }\cdot \rho _{i}\cdot \rho }{M_{i}\cdot \sum _{z=1}^{Z}(\psi _{zi}\cdot \rho _{z})}}}                     |
| Quotient Stoffmenge/Masse | Molalität b                                                                                        | Molalität b | | |
| Quotient Stoffmenge/Masse | {\displaystyle C_{i}=b_{i}\cdot C_{j}\cdot M_{j}} (i = gelöster Stoff, j = Lösungsmittel)          | | | |
| Quotient Stoffmenge/Masse | spezifische Partialstoffmenge q                                                                    | | | |
| Quotient Stoffmenge/Masse | {\displaystyle C_{i}=N_{\mathrm {A} }\cdot q_{i}\cdot \rho }                                       | | | |

Die in vorstehender Tabelle in den Gleichungen beim Stoffmengenanteil x und Teilchenzahlanteil X auftretenden Nenner-Terme sind gleich der mittleren molaren Masse {\displaystyle {\overline {M}}} des Stoffgemisches und können entsprechend ersetzt werden:
{\displaystyle \sum _{z=1}^{Z}(x_{z}\cdot M_{z})=\sum _{z=1}^{Z}(X_{z}\cdot M_{z})={\overline {M}}}

## Beispiele
| Medium                                  | Teilchendichte (in Teilchen / cm3 = Teilchen / ml) | Teilchenart              |
| --------------------------------------- | -------------------------------------------------- | ------------------------ |
| Ethanol-Wasser-Mischung (a)             | 2,1 · 1022                                         | Moleküle insgesamt       |
| Ethanol-Wasser-Mischung (a)             | 6,0 · 1021                                         | Ethanol-Moleküle         |
| Ethanol-Wasser-Mischung (a)             | 1,5 · 1022                                         | Wasser-Moleküle          |
| Luft (in Meereshöhe) (b)                | 2,55 · 1019                                        | Moleküle/Atome insgesamt |
| Luft (in Meereshöhe) (b)                | 2,0 · 1019                                         | N2-Moleküle              |
| Luft (in Meereshöhe) (b)                | 5,3 · 1018                                         | O2-Moleküle              |
| Luft (in Meereshöhe) (b)                | 2,4 · 1017                                         | Ar-Atome                 |
| Luft (in 30 km Höhe) (vgl. Ozonschicht) | 3 · 1017                                           | Moleküle/Atome insgesamt |
| Luft (in 30 km Höhe) (vgl. Ozonschicht) | davon etwa 5 · 1012                                | O3-Moleküle              |
| Blut                                    | 5 · 109                                            | rote Blutkörperchen      |
| Trinkwasser                             | < 100                                              | aerobe Keime             |